# Trác Văn Quân
Trác Văn Quân (Hán tự: 卓文君), còn có tên Văn Hậu (文後), là một tài nữ nổi danh thời Tây Hán, thê tử của Tư Mã Tương Như.
Nổi tiếng qua điển tích Khúc Phượng cầu hoàng (鳳求凰) với Tư Mã Tương Như, Văn Quân cùng Tiết Đào, Hoa Nhị phu nhân và Hoàng Nga được xưng là Thục trung Tứ đại tài nữ (蜀中四大才女).

## Cuộc đời
Tổ tiên Trác thị nguyên quán ở Hàm Đan, chuyên làm đun đúc vũ khí. Sau khi Tần Thủy Hoàng thống nhất Trung Hoa, cưỡng bách phú hộ nước Triệu phải di dời đến vùng Lâm Cùng, Thục Quận (蜀郡临邛; nay là Cung Lai, Tứ Xuyên). Trác Văn Quân là con gái của Trác Vương Tôn (卓王孫), tư sắc diễm lệ lạ thường, biết chơi đàn cầm và biết làm thơ, nổi tiếng có tài ứng đối.
Năm 16 tuổi, Văn Quân được gả đi lấy chồng (không rõ tên họ), nhưng năm sau thì chồng chết, nàng được đưa về nhà mẹ đẻ. Khi ấy, có danh sĩ Tư Mã Tương Như, đi theo Lương Hiếu vương. Sau khi Lương Hiếu vương qua đời, Tư Mã Tương Như quay về Thành Đô, nhưng do gia cảnh bần hàn, không đủ sức duy trì nếp sống thường nhật, nên phải ở cùng Huyện lệnh Lâm Cùng là Vương Cát (王吉).
Một hôm, Trác Vương Tôn cùng nhà họ Trịnh nghe được nhà huyện lệnh có khách quý, bèn bàn nhau mở tiệc và mời Tư Mã Tương Như đến nhà Trác Vương Tôn dự yến tiệc. Khi đó, Tương Như vẫn là từ chối, nhưng Vương Cát tự đích thân đến mời, nên Tương Như miễn cưỡng đến nhà họ Trác. Vào dự yến, Tương Như cùng Vương Cát và họ Trác, họ Trình trò truyện, Vương Cát ngẫu hứng mời Tương Như đàn một khúc góp vui, không tiện từ chối, thế là Tương Như đàn một khúc Phượng cầu hoàng (鳳求凰). Phượng cầu kì hoàng là chim phượng đi tìm chim hoàng. Như vậy, đây là khúc hát tình yêu. Đây nhìn tuy vô tình, nhưng lại hữu ý. Vốn dĩ Tương Như nghe nhà họ Trác có cô con gái còn trẻ mà đã sớm thành góa phụ, trong lòng bèn có hứng thú. Lại nghe Văn Quân thích nghe đàn, Tương Như sắp xếp thật tự nhiên nhất để mình có thể bày tài nghệ ra. Trác Văn Quân ở trong phòng nghe thấy, tò mò nhìn trộm trông ra, vừa nhìn đã đem lòng si mê, nhưng cũng sợ không xứng với Tương Như. Sau khi yến tiệc tàn, Tương Như ngầm hẹn tỳ nữ của Văn Quân, chuyển đạt tình ý của mình. Ngay đêm đó, Văn Quân gói tư trang cùng Tương Như chạy trốn.
Trác Vương Tôn biết chuyện, cực kỳ giận dữ, quyết từ con gái. Sau khi đến Thành Đô, 2 vợ chồng sống cảnh bần hàn không chịu được, bèn đến Lâm Cùng mở một quán rượu buôn bán. Về sau, Trác Vương Tôn biết chuyện, cảm thấy bị sỉ nhục, đóng cửu không ra khỏi nhà. Trong họ Trác có tới mấy người đến khuyên bảo:"“Ông có một con trai hai con gái, trong nhà không thiếu tiền tài. Hiện giờ, Văn Quân đã thành thê tử của Tư Mã Trường Khanh, Trường Khanh vốn dĩ cũng đã chán ghét rời nhà bôn ba kiếp sống, tuy rằng bần cùng, nhưng hắn xác thật là một nhân tài, hoàn toàn có thể dựa vào. Huống hồ hắn lại là khách quý của Huyện lệnh, vì cái gì mà ông cố tình làm cho bọn họ chịu ủy khuất như vậy!”. Trác Vương Tôn ngẫm nghĩ, sau mới ra tay giúp đỡ, đem cho Văn Quân 100 gia nô, tiền 100 vạn lượng, y theo của hồi môn xuất giá của Trác gia mà chuẩn bị cho nàng vật dụng tư trang. Sau đó, Văn Quân cùng Tương Như trở lại Thành Đô, mua đồng ruộng phòng ốc, trở nên 
giàu có.
Về sau, Tư Mã Tương Như viết "Tử Hư phú" (子虚赋) rất được Hán Vũ Đế yêu thích. Sau nữa vì viết "Thượng Lâm phú" (上林赋) mà Tương Như trở thành quan viên Thị tòng cho Hoàng đế. Khi Tư Mã Tương Như y cẩm vinh quy, đến Lâm Cùng bái lạy cha vợ Trác Vương Tôn.

## Bạch đầu ngâm
Tương truyền, Tư Mã Tương Như sau khi làm bài Trường Môn phú (長門賦) nói lên nỗi lòng Trần A Kiều, giúp Hoàng hậu lấy lại được sủng ái của Hán Vũ Đế, thì chàng cũng trở thành người trong mộng của bao nhiêu tiểu thư mệnh phụ chốn kinh thành, chàng quên mất Trác Văn Quân tài hoa đa tình đang mỏi mắt chờ chàng ở chốn Thành Đô.
Rồi một hôm, Trác Văn Quân đang ngồi tựa cửa, chợt có người dâng đến một phong thư của chàng, mở bức lụa trắng tinh mà lòng những xốn xang. Nào ngờ trên mảnh lụa chỉ vỏn vẹn vài chữ "Một hai ba bốn năm sáu bảy tám chín mười trăm ngàn vạn". Thưa thớt như bước chân người trở về, lạt lẽo như lòng kẻ phụ phàng. Người đưa thư còn bảo chàng dặn lấy hồi âm ngay.
Tâm cuồng ý loạn, vừa hận vừa đau nàng cầm bút đề luôn một mạch.
| \| “ \| 白頭吟 皚如山上雪， 皎若雲間月。 聞君有兩意， 故來相決絕。 今日斗酒會， 明旦溝水頭。 躞蹀御溝上， 溝水東西流。 淒淒復淒淒， 嫁娶不須啼。 願得一心人， 白頭不相離。 竹竿何嫋嫋， 魚尾何簁簁。 男兒重意氣， 何用錢刀為。 \| ” \| | Bạch đầu ngâm Ngai như sơn thượng tuyết, Kiểu nhược vân gian nguyệt. Văn quân hữu lưỡng ý, Cố lai tương quyết tuyệt. Kim nhật đấu tửu hội, Minh đán câu thủy đầu. Tiệp điệp ngự câu thượng, Câu thủy đông tây lưu. Thê thê phục thê thê, Giá thú bất tu đề. Nguyện đắc nhất tâm nhân, Bạch đầu bất tương ly. Trúc can hà niệu niệu, Ngư vĩ hà si si. Nam nhi trọng ý khí, Hà dụng tiền đao vi. | Khúc ngâm đầu bạc Trắng như tuyết trên núi, Sáng như trăng ở trong mây. Nghe lòng chàng có hai ý, Nên thiếp quyết cắt đứt. Ngày hôm nay nâng chén sum vầy, Sớm mai đã đưa tiễn nhau ở bên sông. Đi lững thững trên dòng nước, Nước cứ chảy xuôi mãi từ đông về tây (mà không quay về). Buồn rầu lại cứ buồn rầu, Lấy nhau rồi những tưởng không nên than vãn. Mong có được người một lòng không thay đổi, Đến khi đầu bạc chẳng xa nhau. Cần câu trúc dáng thon thon khẽ động, Đuôi cá vẻ cong cong. Nam nhi coi trọng ý chí, Sao lại vì tiền bạc (mà thay lòng)! |
| “ | 白頭吟 皚如山上雪， 皎若雲間月。 聞君有兩意， 故來相決絕。 今日斗酒會， 明旦溝水頭。 躞蹀御溝上， 溝水東西流。 淒淒復淒淒， 嫁娶不須啼。 願得一心人， 白頭不相離。 竹竿何嫋嫋， 魚尾何簁簁。 男兒重意氣， 何用錢刀為。 | ” |

Tư Mã Tương Như nhận thư giật mình, chiều hôm ấy xe ngựa cao quý nhằm hướng Thành Đô mà trở về. Thành ngữ "Nguyện đắc nhất tâm nhân, Bạch đầu bất tương li" (愿得一心人，白头不相离) nổi tiếng về tấm chân tình trong văn thi là vốn từ bài thơ này của nàng. Tương truyền, Văn Quân có 1 con gái, được Hoàng hậu ban tên Nguyên Xuân (元春).

## Văn hoá đại chúng
Cô được đóng vai bởi Park Si-yeon trong bộ phim truyền hình Trung Quốc năm 2004 Feng Qiu Huang.

## Tư liệu trưng bày

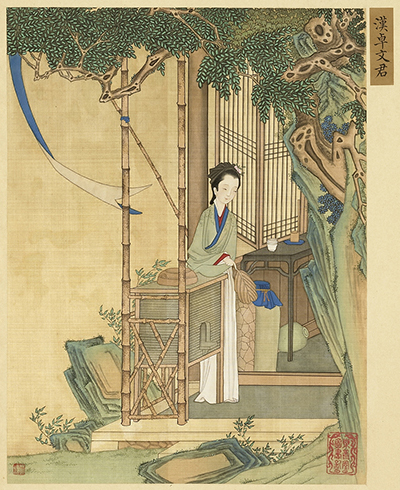
Trác Văn Quân minh họa trong Hoa lệ châu tụy tú (畫麗珠萃秀)